# Purple Rain (film)
Purple Rain è un film del 1984 diretto da Albert Magnoli e scritto da Magnoli e William Blinn. La colonna sonora è curata da Prince, che interpreta anche il personaggio principale.
Nel 2019 è stato scelto per la conservazione nel National Film Registry della Biblioteca del Congresso degli Stati Uniti

## Trama
The Kid è un giovane cantante che si esibisce in un night club in competizione con altre due band. Egli è affiancato, nelle esibizioni canore e nell'animazione dei balli, dal suo gruppo nominato The Revolution. A questa vita notturna soddisfacente se ne affianca una familiare deprimente, a causa dei suoi genitori litigiosi e violenti.
Incontrata la cantante Apollonia, si sente attratto da lei e ne è ricambiato, ma la donna gli confessa di volersi esibire con un gruppo funk rivale, capeggiato da Morris, il quale ostenta in maniera sprezzante e provocatoria la propria volontà di distruggere Kid nel successo e nell'amore.
La carriera di Kid appare a questo punto in declino, ma un ennesimo litigio dei genitori, finito con il ricovero in ospedale del padre a causa di un tentato suicidio, determina una riflessione da parte di Kid e la conseguente decisione di prendere in considerazione un pezzo scritto dalle ragazze della sua band, che porterà alla composizione del brano Purple Rain, restituendogli successo, stima e amore.

## Ambientazione
Girato interamente a Minneapolis negli Stati Uniti, in alcune scene si possono vedere vari monumenti come il Centro IDS, la corte di cristallo (che si trova all'interno dello stesso centro), o il celebre nightclub First Avenue.

## Colonna sonora
Il film è commentato dalla colonna sonora omonima curata da Prince and The Revolution. Il film ha anche coinciso con gli album di spin-off dei The Time, Ice Cream Castle, e le Apollonia 6 per il loro album omonimo.
Dalla colonna sonora sono usciti due singoli che si sono posizionati in vetta alle classifiche, When Doves Cry e la canzone di apertura Let's Go Crazy, così come Purple Rain, che ha raggiunto la posizione numero due. Il film ha vinto un Oscar alla migliore colonna sonora. La colonna sonora ha venduto oltre 15 milioni di copie solo negli Stati Uniti, e 25 milioni in tutto il mondo.

### Tracce
1. Let's Go Crazy – Prince and the Revolution
2. Jungle Love – The Time
3. Take Me with U – Prince and the Revolution featuring Apollonia
4. Modernaire – Dez Dickerson and the Modernaires
5. The Beautiful Ones – Prince and the Revolution
6. When Doves Cry – Prince
7. Computer Blue – Prince and the Revolution
8. Darling Nikki – Prince and the Revolution
9. Sex Shooter – Apollonia 6
10. The Bird – The Time
11. Purple Rain – Prince and the Revolution
12. I Would Die 4 U – Prince and the Revolution
13. Baby I'm a Star – Prince and the Revolution

## Distribuzione
Il film incassò all'uscita negli USA circa 68,4 milioni di dollari e aveva totalizzato al 2009 un incasso stimato intorno ai 140 milioni di dollari.

## Riconoscimenti
- 1985 - Premio Oscar
  - Oscar alla migliore colonna sonora (originale con canzoni)
- 1985 - Golden Globe
  - Candidatura alla miglior canzone originale per When Doves Cry

## Sequel
Nel 1990 ne è uscito il sequel, Graffiti Bridge.